# ジョンソンコントロールズ
ジョンソンコントロールズ (Johnson Controls, Inc. NYSE: JCI) は、アメリカ合衆国ウィスコンシン州ミルウォーキーに本社を置く企業である。
1885年に電気式サーモスタットを発明したウォーレン・S・ジョンソンが創業し、"Ingenuity Welcome" を企業スローガンとする。
『ジョンソン・エンド・ジョンソン』や『SCジョンソン』は関連がない。

## 歴史
ウィスコンシン州 State Normal School 大学教授のウォーレン・S・ジョンソンは、1883年に世界で初めて室内用電気式サーモスタットの特許を取得し、ビル空調などを起業する契機となる。
ジョンソンとミルウォーキーの発明家は、1885年に Johnson Electric Service Company を設立し、建物用自動空調制御装置の施工とサービスを業務する。
1885年から1911年にジョンソンは、蓄電池、蒸気機関やガスを動力とする自動車、巨大な空圧式の時計台、無線通信、など多くの分野へ進出する。1911年にジョンソンが他界すると、会社は非住居用の温度制御システムに注力した。
建物の巨大化と複雑化に対応するため、新たな制御技術を継続して研究を行った。1950年代は1つの建物に100個のサーモスタット、弁、ダンパーやその他の温度制御用装置が設置され、全てを毎日人が点検する必要があったが、空気圧で制御して中央管理室で監視や操作を可能とした。
自動制御業界のリーダーとなり、1972年に世界初のミニコンピュータによるビル制御装置 JC80 を発表する。1980年代にデジタル制御を取り入れ正確な制御が可能な JC85 を発表する。1990年代には通信プロトコルが公開され、多くのジョンソンコントロールズ製以外の装置と通信可能となった。Metasys Facilities Management System はエネルギーコスト削減と快適な空調で約1000年台のシステムが世界で稼働している。
1978年にはウィスコンシン州の自動車バッテリメーカーである Globe-Union を吸収する。現在はジョンソンコントロールズは北米最大のプライベートブランド自動車用バッテリーメーカーで、南アメリカとアジアへ事業展開を推めている。 通信用の緊急用バッテリーを製造する。
1985年にミシガン州の Hoover Universal を吸収し、自動車の座席とプラスチック製品へ参入する。世界最大の自動車用座席メーカーであったが、自動車用座席部門は2016年に新会社のアディエントとしてジョンソンコントロールズから独立した。

### 沿革
- 1885年 - ジョンソン電気サービス会社を創立する。
- 1887年 - 初の配当金を支払う。
- 1902年 - 社名をジョンソンサービス会社へ変更する。
- 1903年 - Willis Carrier により世界初の湿度調節器が印刷工場へ設置される。
- 1910年 - 欧州にサービス拠点が設置される。
- 1940年 - NASDAQ に上場する。
- 1956年 - 世界初の空気圧による中央管理室による建物の温度管理システムを納入する。
- 1965年 - ニューヨーク証券取引所に上場する。
- 1966年 - 売り上げが100万ドルを超える。
- 1968年 - 冷蔵とガス暖房の企業である Penn Controls を吸収する。
- 1968年 - フォーチューン500企業に選出される。
- 1972年 - 世界初のミニコンピュータを利用したビル管理システム JC80 を発表する。
- 1974年 - ジョンソンコントロールズへ社名を変更する。
- 1978年 - 自動車用バッテリーの Globe-Union を買収する。
- 1985年 - 自動車用座席とプラスチック製品の Hoover Universal を買収する。
- 1989年 - 施設管理会社の Pan Am World Services を買収する。
- 1990年 - Metasys Facilities Management System を発表する。
- 1991年 - 連邦最高裁判所がジョンソンコントロールズに判決を下す。
- 1992年 - 52億ドルの売り上げを上げる。
- 1995年 - 150か所目の製造工場を開設する。
- 1996年 - 900万台以上の自動車に座席を供給する。Industry Week Magazine誌 "良く管理された会社ベスト100"に選出される。Prince Automotive を吸収して自動車内装事業を手掛ける。売り上げ額が100億ドルとなる。
- 1998年 - 南米で最大の座席メーカーとなる。1万台目の Metasys facilities management system が導入される。欧州の自動車内装業者 Becker Group を吸収する。セキュリティメーカー Acquired Cardkey を吸収する。
- 1999年 - GMの "Corporation of the Year" に30,000社から選定される。エネルギースターから "Ally of the Year" を授与される。Mandela International Award (Good Diversity Practices) を受賞する。
- 2000年 - 自動車用座席メーカの池田物産を買収する。Auto Vision や車内ビデオシステムなど新商品を発表する。
- 2001年 - フランスの自動車内装と電装品メーカー Sagem を買収する。ドイツの自動車用バッテリーメーカー Hoppecke を買収する。
- 2002年 - ドイツの自動車用バッテリーメーカー Varta のバッテリー部門を買収する。売上額が200億ドルとなる。
- 2003年 - ドイツの Borg Instruments を買収する。Billion Dollar Roundtable から10億ドル購入した。
- 2004年 - 30年連続で配当を上げた。World Environment Center から金賞を授与。United States Advanced Battery Consortium (USABC) とリチウムイオンバッテリーの開発に関する協定を結ぶ
- 2005年 - カリフォルニア州にある機械メーカー Cal-Air, を買収。空調機器メーカーの York International を買収。デルファイの自動車用バッテリー部門を買収。ダウジョーンズ株式指標に選定された。
- 2006年 - ブッシュ大統領がミルウォーキーのビル管理部門本社でスピーチする。売上額が300億ドルとなる。
- 2007年 - 新しいスローガン"Ingenuity Welcome"を発表し、19代目社長に Steve Roell が選ばれる。
- 2008年 - アメリカ機械工学会に1895年の自動温度制御装置が歴史上のランドマークとして選定される。
- 2009年 - 241.4百万ドルのバッテリーや電気自動車用部品を提供し、ミシガン州から賞を受ける。
- 2010年 - ビル効率化のスペシャリストである Paul Spencer がサンノゼの JCI-Ericsson に就任する。
- 2015年 - 日立アプライアンス（日立製作所の関連会社）と合弁で「日立ジョンソンコントロール」を設立する。
- 2016年 - 米国の消防メーカーであるタイコ・インターナショナルと経営統合。[1]オートモーティブシステムズ部門が独立してアディエントが設立する。

## 事業単位
自動車関連、ビル管理システム、電力システムの3事業を運営する。

## 日本法人

### ジョンソンコントロールズ

#### 事業内容
- ビルディングシステムズ
  - 空調制御用機器
  - ビル管理システム
  - 自動制御機器
  - 産業・舶用冷凍機器
  - 装置、セキュリティシステム全般の設計、製造、販売、施工、サービス、エネルギーソリューションならびに統合ファシリティマネジメント事業

#### 沿革
- 1971年 鷺宮ジョンソンコントロールズ株式会社設立（鷺宮製作所と合弁）
- 1985年 日本ジョンソンコントロールズ株式会社に社名変更
- 1989年 横河ジョンソンコントロールズ株式会社に社名変更（横河電機と合弁）
- 1998年 ビル管理等を行う企業・東京美装興業に資本業務提携（2005年に解消）
- 2000年 日産系部品メーカーの池田物産を買収
- 2002年 ジョンソンコントロールズ株式会社に社名変更
- 2006年 ヨークジャパン株式会社と統合
- 2018年 製造拠点再編の為、大型冷凍機の製造拠点であった土浦空調本部を閉鎖。

### 日立ジョンソンコントロールズ空調
日立ジョンソンコントロールズ空調株式会社（ひたちジョンソンコントロールズくうちょう、Hitachi-Johnson Controls Air Conditioning, Inc.）は、ジョンソンコントロールズと日本の電機メーカー。
日立製作所のグループ会社である日立アプライアンス（現・日立グローバルライフソリューションズ）が合弁で設立した冷凍機や空調機器の製造・販売を行う電機メーカーである。社名が「ジョンソンコントロールズ日立空調」と表記されることもあるのは、厳密には「日立ジョンソンコントロールズ空調株式会社」は「ジョンソンコントロールズ日立空調」の日本法人に位置付けられていることに起因する。この両社は同じ2015年10月1日に設立され、本社も同一住所に所在し、電話番号も同じである。
「Johnson Controls」と「HITACHI」の2ブランドを保有し、世界的に空調関連製品を提供している。日本国内で販売する「HITACHI」ブランドの空調関連製品（家庭用ルームエアコン「白くまくん」など）の製造も日立アプライアンスから移管され、取扱説明書に記載の社名も当社名義となっているが、販売は従来通り日立アプライアンス→日立グローバルライフソリューションズの担当で、同社が運営する「HITACHI」ブランドの空調機器のWebページ内に「製造元 日立ジョンソンコントロールズ空調株式会社」の表記が追加されている。
2024年、全株式をボッシュに売却することが決定し、2025年8月1日付で全株式の売却が完了した。家庭用ルームエアコンは日立とライセンス契約を結び「白くまくん」のブランドが継続される。